# Prarostino
Prarostino (piemontesisch Prustin oder Prarostin, okzitanisch Prustin oder Prarustin) ist eine italienische Gemeinde in der Metropolitanstadt Turin (TO), Region Piemont.

## Lage und Einwohner
Prarostino liegt 45 km südwestlich von Turin im Val Chisone. Das Gemeindegebiet umfasst eine Fläche von 10 km² und hat 1259 Einwohner (Stand 31. Dezember 2023).
Die Nachbargemeinden sind San Germano Chisone, Angrogna, San Secondo di Pinerolo und Bricherasio.

## Geschichte
Für Prarostino geht die erste sichere Erwähnung auf ein Dokument der Gräfin Adelaide vom 8. September 1064 zurück, das eine Schenkungsurkunde zugunsten der Abtei Santa Maria di Pinerolo vorsieht.

## Gemeindepartnerschaften
- Mont-sur-Rolle, Schweiz, seit 1976